# Pterorhinus galbanus
Pterorhinus galbanus là một loài chim trong họ Leiothrichidae.